# Karina Habšudová
Karina Habšudová (Weinitz, 2 augustus 1973) is een voormalig professioneel tennisspeelster uit Slowakije. Zij begon met tennis toen zij tien jaar oud was. Zij bereikte haar beste resultaten op gravel.

## Loopbaan

### Enkelspel
Habšudová debuteerde in 1989 op het ITF-toernooi van Šibenik, in het toenmalige Joegoslavië – ze bereikte meteen de kwartfinale. Nog datzelfde jaar pakte ze haar eerste ITF-titel in Boedapest (Hongarije). In totaal won ze zes ITF-toernooien.
In 1990 nam ze voor het eerst deel aan een WTA-toernooi, in Moskou – ze bereikte er de kwartfinale. In 1996 stond ze voor het eerst in een WTA-finale, op het toernooi van Berlijn – ze verloor in drie sets van Steffi Graf. In 1999 won Habšudová haar enige WTA-enkelspeltitel: op het gravel van Pörtschach (Oostenrijk).
Habšudová vertegenwoordigde Slowakije tweemaal op de Olympische spelen, eenmaal in 1996 in Atlanta en eenmaal in 2000 in Sydney. In beide gevallen bereikte ze de derde ronde.
In de periode 1994–2001 nam ze jaarlijks deel aan het Slowaakse Fed Cup-team. In 1999 stond ze in het Olympisch stadion van Moskou in de halve finale van "World Group I"; de Slowaken verloren van het Russische team.
Haar beste resultaat op de grandslamtoernooien is het bereiken van de kwartfinale op Roland Garros 1996. Haar hoogste positie op de WTA-ranglijst is de tiende plaats, die ze bereikte in februari 1997.

### Dubbelspel
Ook in het dubbelspel debuteerde Habšudová in 1989, op het ITF-toernooi van Supetar, in het toenmalige Joegoslavië, samen met de Nederlandse Miriam Oremans (die ook pas voor de derde maal een ITF-dubbelspeltoernooi speelde) – ze kwamen niet voorbij de eerste ronde. In 1991 bereikte ze voor het eerst een ITF-finale, in Karlsbad (Karlovy Vary) – samen met de Tsjechische Radka Bobková greep ze haar eerste ITF-titel. In totaal won ze twee ITF-toernooien.
Later in 1991 nam ze voor het eerst deel aan een WTA-toernooi, in Bayonne, met de Slowaakse Denisa Krajčovičová – ze bereikten de tweede ronde. Het jaar erna stond ze – met de Amerikaanse Marianne Werdel – voor het eerst in een WTA-finale, op het European Open in Luzern (Zwitserland). Haar eerste WTA-dubbelspeltitel liet op zich wachten tot 1996, toen ze samen met de Tsjechische Helena Suková de finale won op het gravel van Karlovy Vary (Karlsbad). In totaal won ze zes WTA-toernooien.
Haar beste prestatie in het vrouwendubbelspel op de grandslamtoernooien is het bereiken van de kwartfinale op Roland Garros 1998. Haar beste prestatie in het gemengd dubbelspel is het bereiken van de halve finale op Wimbledon 2001.
Haar hoogste positie op de WTA-ranglijst is de 32e plaats, die ze bereikte in mei 2001.

## Posities op deWTA-ranglijst enkelspel
Positie per einde seizoen:
| jaar | rang |  | jaar | rang |
| ---- | ---- |  | ---- | ---- |
| 2001 | 126  |  | 1994 | 31   |
| 2000 | 86   |  | 1993 | 111  |
| 1999 | 45   |  | 1992 | 66   |
| 1998 | 82   |  | 1991 | 54   |
| 1997 | 29   |  | 1990 | 126  |
| 1996 | 11   |  | 1989 | 476  |
| 1995 | 57   |  |      |      |

## Palmares
| Legenda                | Legenda                  |
| ---------------------- | ------------------------ |
| Grandslamtoernooi      |                          |
| Olympische Spelen      |                          |
| Year-End Championships |                          |
| tot 2009               | 2009 – 2020 / vanaf 2021 |
| Tier I                 | Premier Mandatory        |
| Tier II                | Premier Five / WTA 1000  |
| Tier III               | Premier / WTA 500        |
| Tier IV & V            | International / WTA 250  |
|                        | Challenger / WTA 125     |

### WTA-finaleplaatsen enkelspel
| nr.              | datum      | toernooi       | ondergrond | tegenstandster    | score         |
| ---------------- | ---------- | -------------- | ---------- | ----------------- | ------------- |
| gewonnen finales |            |                |            |                   |               |
| 1.               | 1999-07-11 | WTA Pörtschach | gravel     | Silvija Talaja    | 2-6, 6-4, 6-4 |
| verloren finales |            |                |            |                   |               |
| 1.               | 1996-05-19 | WTA Berlijn    | gravel     | Steffi Graf       | 6-4, 2-6, 5-7 |
| 2.               | 1996-10-27 | WTA Luxemburg  | tapijt (i) | Anke Huber        | 3-6, 0-6      |
| 3.               | 1997-02-16 | WTA Linz       | tapijt (i) | Chanda Rubin      | 4-6, 2-6      |
| 4.               | 1999-07-18 | WTA Sopot      | gravel     | Conchita Martínez | 1-6, 1-6      |

### WTA-finaleplaatsen vrouwendubbelspel
| nr.              | datum      | toernooi                    | ondergrond    | partner            | tegenstandsters                     | score         |         |
| ---------------- | ---------- | --------------------------- | ------------- | ------------------ | ----------------------------------- | ------------- | ------- |
| gewonnen finales |            |                             |               |                    |                                     |               |         |
| 1.               | 1996-09-15 | WTA Karlsbad (Karlovy Vary) | gravel        | Helena Suková      | Eva Martincová Elena Pampoulova     | 3-6, 6-3, 6-2 | details |
| 2.               | 1997-07-20 | WTA Praag                   | gravel        | Ruxandra Dragomir  | Eva Martincová Helena Vildová       | 6-1, 5-7, 6-2 | details |
| 3.               | 1998-07-12 | WTA Praag                   | gravel        | Silvia Farina      | Květa Hrdličková Michaela Paštiková | 2-6, 6-1, 6-2 | details |
| 4.               | 1998-07-19 | WTA Warschau                | gravel        | Olha Loehina       | Liezel Huber Karin Kschwendt        | 7-6, 7-5      | details |
| 5.               | 1999-07-11 | WTA Pörtschach              | gravel        | Silvia Farina      | Olha Loehina Laura Montalvo         | 6-4, 6-4      | details |
| 6.               | 2000-10-29 | WTA Bratislava              | hardcourt (i) | Daniela Hantuchová | Petra Mandula Patricia Wartusch     | walk-over     | details |
| verloren finales |            |                             |               |                    |                                     |               |         |
| 1.               | 1992-05-24 | WTA Luzern                  | gravel        | Marianne Werdel    | Amy Frazier Elna Reinach            | 5-7, 2-6      | details |
| 2.               | 1994-07-31 | WTA Maria Lankowitz         | gravel        | Alexandra Fusai    | Sandra Cecchini Patricia Tarabini   | 5-7, 5-7      | details |
| 3.               | 1997-06-22 | WTA Rosmalen                | gras          | Florencia Labat    | Eva Melicharová Helena Vildová      | 3-6, 6-7      | details |
| 4.               | 2000-02-20 | WTA Hannover                | tapijt (i)    | Silvia Farina      | Åsa Carlsson Natallja Zverava       | 3-6, 4-6      | details |
| 5.               | 2000-06-24 | WTA Rosmalen                | gras          | Catherine Barclay  | Erika deLone Nicole Pratt           | 6-7, 3-4 opg. | details |
| 6.               | 2001-02-24 | WTA Dubai                   | hardcourt     | Åsa Carlsson       | Yayuk Basuki Caroline Vis           | 0-6, 6-4, 2-6 | details |

## Resultaten grandslamtoernooien
| Legenda | Legenda                          |
| ------- | -------------------------------- |
| g.t.    | geen toernooi gehouden           |
| l.c.    | lagere categorie                 |
| –       | niet deelgenomen                 |
| G       | uitgeschakeld in de groepsfase   |
| 1R      | uitgeschakeld in de eerste ronde |
| 2R      | uitgeschakeld in de tweede ronde |
| 3R      | uitgeschakeld in de derde ronde  |
| 4R      | uitgeschakeld in de vierde ronde |
| KF      | uitgeschakeld in de kwartfinale  |
| HF      | uitgeschakeld in de halve finale |
| F       | de finale verloren               |
| W       | het toernooi gewonnen            |
| w-v     | winst/verlies-balans             |

### Enkelspel
| Toernooi        | 1991 | 1992 | 1993 | 1994 | 1995 | 1996 | 1997 | 1998 | 1999 | 2000 | 2001 |
| --------------- | ---- | ---- | ---- | ---- | ---- | ---- | ---- | ---- | ---- | ---- | ---- |
| Australian Open | 4R   | 2R   | 2R   | 1R   | 4R   | 2R   | 4R   | 2R   | 3R   | 2R   | 2R   |
| Roland Garros   | 1R   | 3R   | –    | 1R   | 2R   | KF   | 3R   | 3R   | 1R   | 1R   | 1R   |
| Wimbledon       | 2R   | 1R   | –    | 1R   | 1R   | 1R   | 1R   | 1R   | 2R   | 1R   | 2R   |
| US Open         | 2R   | 1R   | 3R   | 2R   | 1R   | 4R   | 4R   | 1R   | 2R   | 1R   | 2R   |

### Vrouwendubbelspel
| Toernooi        | 1992 | 1993 | 1994 | 1995 | 1996 | 1997 | 1998 | 1999 | 2000 | 2001 | 2002 | 2003 |
| --------------- | ---- | ---- | ---- | ---- | ---- | ---- | ---- | ---- | ---- | ---- | ---- | ---- |
| Australian Open | 1R   | 1R   | 1R   | 3R   | 1R   | 3R   | 1R   | 2R   | 2R   | 1R   | 1R   | –    |
| Roland Garros   | 1R   | 2R   | 1R   | 2R   | –    | 1R   | KF   | 3R   | 2R   | 2R   | –    | –    |
| Wimbledon       | 2R   | 3R   | 2R   | 2R   | –    | 1R   | 1R   | 1R   | 1R   | 3R   | –    | –    |
| US Open         | 3R   | 1R   | 2R   | 1R   | –    | 1R   | 2R   | 3R   | 1R   | 1R   | –    | 1R   |

### Gemengd dubbelspel
| Australian Open | –  | –  | –  | –  | 2R | 1R | 1R |
| Roland Garros   | –  | –  | –  | –  | 2R | KF | –  |
| Wimbledon       | 1R | 1R | 1R | 1R | 2R | HF | –  |
| US Open         | –  | –  | –  | 1R | KF | 2R | –  |